# Vector Linux
Vector Linux er en lille og hurtig linux distribution, som bygger på Slackware GNU/Linux. Den er lavet for at kunne køre på Intel, Amd og x86 lignende systemer, og bliver ofte anvendt på gamle computere. Vector linux benytter Slackwares unikke pakkesystem, pkg, men bruger gslapt og slapt-get som front-end. 

## Versioner
- Vector 3.2 – 5. februar 2003
- Vector 4.0 – 7. oktober 2003
- Vector 4.3 – 19. september 2004
- Vector 5.0-SOHO – 19. februar 2005
- Vector 5.1 – 26. juli 2005
- Vector 5.1-SOHO – 20. januar 2006
- Vector 5.8 – 18. september 2006
- Vector 5.8-SOHO – 17. maj 2007
- Vector 5.9 – 23. december 2007
- Vector 6.0 – 13. maj 2010
- Vector 6.0-SOHO – 11. august 2010
- Vector 7.0 – 27. november 2011
- Vector 7.0-SOHO – 31. maj 2012
- Vector 7.1 – 27. juni 2015